# 贝萨雷斯
贝萨雷斯，是西班牙拉里奥哈自治区的一个市镇。总面积5平方公里，总人口22人（2001年），人口密度4人/平方公里。